# Filip I (margrabia Badenii-Sponheim)

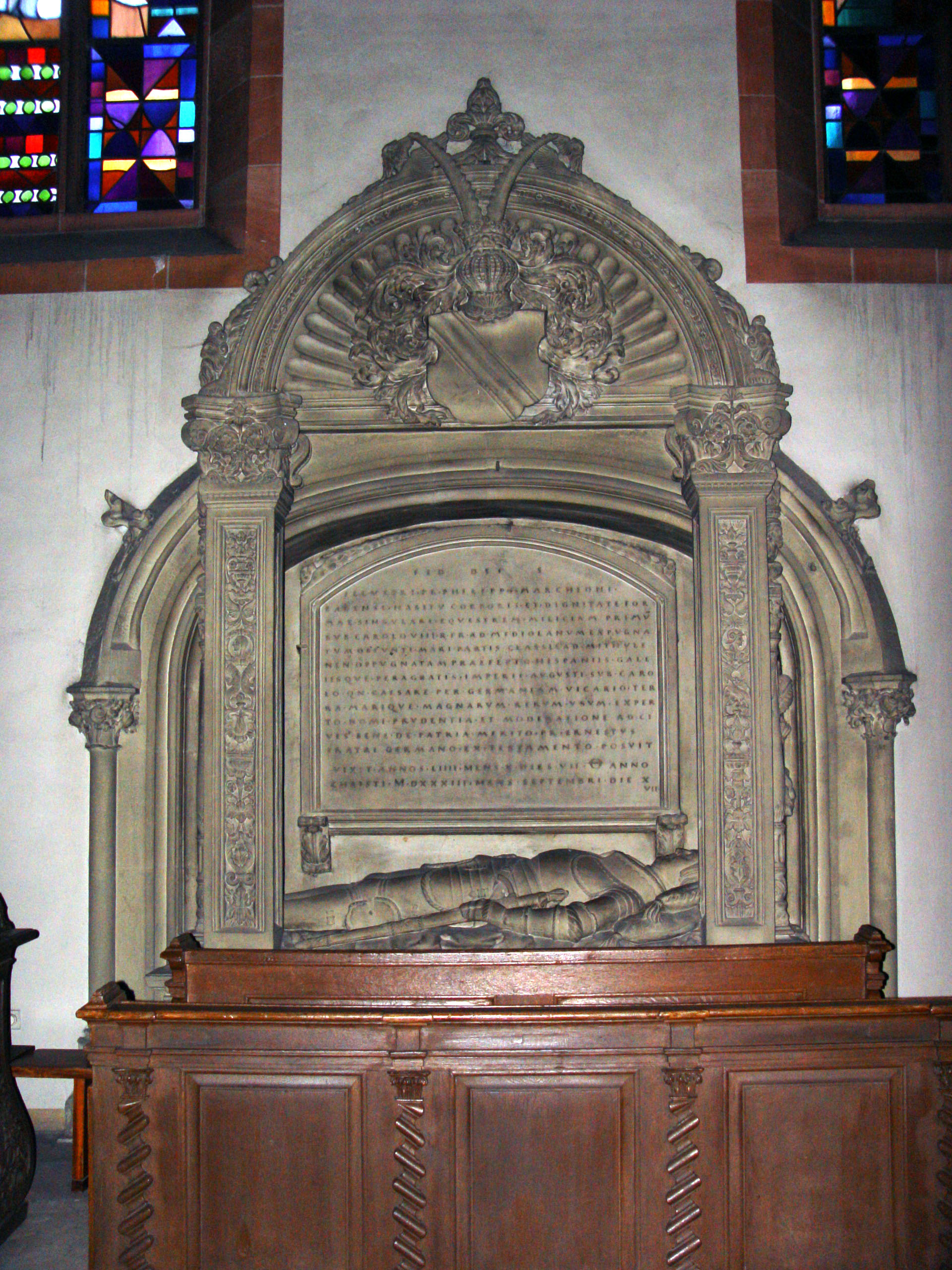
Nagrobek Filipa I

Filip I (ur. 6 listopada 1479 roku, zm. 17 września 1533 roku) – margrabia Badenii-Sponheim od 1515 roku z dynastii Zähringen.

## Życiorys
Filip był jednym z licznych synów margrabiego Badenii Krzysztofa I i Otylii, córki hrabiego Katzenelnbogen Filipa II. W młodości służył w wojsku francuskim i weneckim, miał wykazać się odwagą podczas weneckiego ataku na wyspę Lesbos w 1501 roku. Po podróży do Hiszpanii powrócił do kraju i w styczniu 1503 roku poślubił Elżbietę, córkę palatyna reńskiego Filipa. Była ona wdową po landgrafie Górnej Hesji Wilhelmie III Młodszym (ich małżeństwo było krótkotrwałe, a w chwili śmierci Wilhelma w 1500 roku Elżbieta miała zaledwie 16 lat). Wianem Elżbiety było miasto Kreuznach i inne tereny dawnego hrabstwa Sponheim, utraconego przez Badenię w zatargu zbrojnym w połowie XV w.
Filip miał być początkowo przeznaczony przez swego ojca do przejęcia głównej części dziedzictwa badeńskiego (choć nie był najstarszym synem Krzysztofa). Ostatecznie jednak Krzysztof I podzielił księstwo w inny sposób i gdy w 1515 roku zmarł, margrabstwo Badenii zostało podzielone między jego trzech synów. Filip odziedziczył część nazywaną "Dolnym Margrabstwem". Kontynuował prowadzoną przez ojca i dziada politykę prohabsburską, piastował liczne funkcje w służbie cesarza Karola V Habsburga. W dobie reformacji pozostał też wierny katolicyzmowi, choć był przekonany o konieczności reformy Kościoła, a w sporach religijnych zajmował stanowisko mediacyjne; pozwalał też na działalność luteran w swoim księstwie. Sprowadziło to na niego ostatecznie niełaskę cesarską.
Miał sześcioro dzieci, z czego pięć zmarło w niemowlęctwie. Lat sprawnych dożyła jedynie córka Maria Jakobina (1507–1580), która poślubiła księcia Bawarii Wilhelma IV Wittelsbacha. Wobec braku męskiego potomka dziedzictwo Filipa po jego śmierci w 1533 roku podzielili między siebie jego bracia, Bernard III i Ernest. Filip został pochowany w kościele kolegiackim w Baden-Baden.